# Ulf Stark

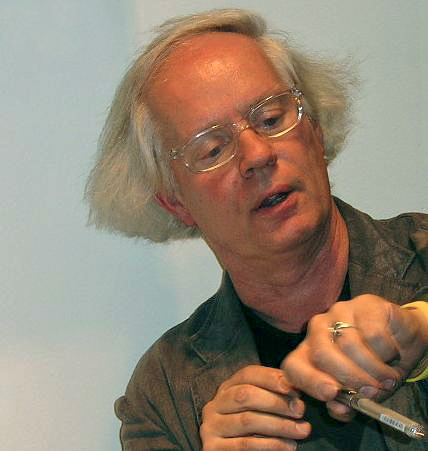
Ulf Stark (2005)

Ulf Stark (* 12. Juli 1944 in Stockholm, Schweden; † 13. Juni 2017 ebenda) war einer der bekanntesten schwedischen Schriftsteller und Drehbuchautoren. Er verfasste vor allem Kinderbücher.

## Leben
Ulf Stark war Sohn eines Zahnarztes, studierte Pädagogik und Psychologie und war als Ausbilder für das schwedische Arbeitsamt tätig.
Im Alter von 20 Jahren publizierte er Ett hål till livet, Gedichte für Erwachsene, denen 1966 und 1967 zwei weitere Bücher für Erwachsene folgten. 1975 schrieb er sein erstes Kinderbuch. 1984 gelang ihm mit dem Kinderbuch Dårfinkar och dönickar (dt. Alle halten mich für einen Jungen) der internationale Durchbruch. Mehrere seiner Werke wurden verfilmt. Zwei Jahre nach dem Erscheinen von Kannst du pfeifen, Johanna, in Schweden mit dem Heffaklumpen und in Deutschland mit dem Deutschen Jugendliteraturpreis ausgezeichnet, wurde 1994 die schwedische Fernsehverfilmung in den Tagen um Heiligabend zum ersten Mal gesendet. Dies geschieht seitdem jedes Jahr zu dieser Zeit.

## Werke (Auswahl)

### Kinder- und Jugendliteratur

#### Bilderbücher
- Mein großer Bruder. Illustrationen von Mati Lepp. Übersetzt von Birgitta Kicherer. Carlsen Verlag, 1995. ISBN 3-551-51444-5 (Originaltitel: Storebrorsan)
- Als Papa mir das Weltall zeigte. Illustrationen von Eva Eriksson. Übersetzt von Birgitta Kicherer. Carlsen Verlag, 1999. ISBN 3-551-51486-0 (Originaltitel: När pappa visade mej världsalltet)
- Das Märchen von den wunderbaren Hühnerfederschuhen. Illustrationen von Anna Höglund. Übersetzt von Birgitta Kicherer. Carlsen Verlag, 2002. ISBN 3-551-55259-2 (Originaltitel: Hönsfjäderskorna)

#### Kinderbücher
- Peter und der rote Vogel, 1975 (Originaltitel: Petter och den röda fågeln)
- Peter und die rebellischen Schweine, 1976 (Originaltitel: Petter och de upproriska grisarna)
- Alle halten mich für einen Jungen. Übersetzt von Birgitta Kicherer. Ueberreuter Verlag, 1986. ISBN 3-8000-2714-3 (Originaltitel: Dårfinkar och dönickar)
- Wir Eisbären. Ueberreuter Verlag, 1989. ISBN 3-8000-2308-3
- Als Vaters Waschmaschine streikte. Übersetzt von Birgitta Kicherer. Carlsen Verlag, 1990. ISBN 3-551-55031-X
- Kannst du pfeifen, Johanna? Illustrationen von Anna Höglund. Übersetzt von Birgitta Kicherer. Carlsen Verlag, 1993. ISBN 3-551-55079-4 (Originaltitel: Kan du vissla Johanna, 1992)
- Dann nimm doch lieber meinen Bruder. Übersetzt von Birgitta Kicherer. Carlsen Verlag, 1994. ISBN 3-551-55064-6
- Meine Schwester ist ein Engel. Illustrationen von Anna Höglund. Carlsen Verlag, 1997. ISBN 978-3-551-51476-9 (Originaltitel: Min syster är en ängel, 1996)
- Das blaue Pferd. Illustrationen Anna Höglund. Übersetzt von Birgitta Kicherer. Carlsen Verlag, 1998. ISBN 3-551-51482-8 (Originaltitel: Ängeln och den bl°aa hästen)
- Der Klub der einsamen Herzen. Illustrationen von Sigi Ahl. Übersetzt von Birgitta Kicherer. Carlsen Verlag, 1998. ISBN 3-551-55129-4
- Eine Hexe in unserer Familie (Originaltitel: En Häxa i familjen)
- Ensam med min bror, 2000
- Kleiner Teufel Asmodeus. Illustrationen von Anna Höglund. Übersetzt von Birgitta Kicherer. Carlsen Verlag, 2000. ISBN 3-551-55188-X (Originaltitel: Lilla Asmodeus)
- Paul und Paula: Zwei sind einer zuviel. Neuauflage von Alle halten mich für einen Jungen. Carlsen Verlag, 2000. ISBN 3-551-55157-X
- Das goldene Herz. Illustrationen von Philip Waechter. Übersetzt von Birgitta Kicherer. Carlsen Verlag, 2004. ISBN 3-551-55156-1 (Originaltitel: Guldhjärtat)
- Severin und Nepomuk. Illustrationen von Sabine Büchner. Übersetzt von Brigitta Kicherer. Carlsen Verlag, 2008. ISBN 978-3-551-55447-5 (Originaltitel: Märklin och Turbin)
- Der Igel kommt allein zurecht. Illustrationen von Ann-Cathrine Sigrid Ståhlberg. Produktion von IKEA FAMILY, 2011.

Percy-Reihe
- Percys Turnschuhe. Übersetzt von Birgitta Kicherer. Carlsen Verlag, 1993. ISBN 3-551-55090-5
- Percys Wunder. Illustrationen von Rotraut Susanne Berner. Übersetzt von Birgitta Kicherer. Carlsen Verlag, 1996. ISBN 3-551-55089-1
- Ein Sommer mit Percy und Buffalo Bill. Illustrationen von Heike Herold. Übersetzt von Birgitta Kicherer. Carlsen Verlag, 2006. ISBN 978-3-551-55425-3 (Originaltitel: Min vän Percy, Buffalo Bill och jag); Neuausgabe: Illustration von Regina Kehn, Verlag Urachhaus, Hamburg 2021, ISBN          978-3-8251-5283-3

Ulf-Reihe
- Super-Ulf. Illustrationen von Markus Majaluoma. Übersetzt von Birgitta Kicherer. Carlsen Verlag, 2007. ISBN 978-3-551-55470-3 (Originaltitel: Mirakelpojken)
- Ulf, der Superdetektiv. Illustrationen von Markus Majaluoma. Übersetzt von Birgitta Kicherer. Carlsen Verlag, 2011. ISBN 978-3-551-55350-8 (Originaltitel: Detektivpojken)

### Drehbücher
- 1997: Mein Freund der Scheich (Originaltitel: Min vän shejken i Stureby)
- 1999: Tsatsiki – Tintenfische und erste Küsse (Originaltitel: Tsatsiki, morsan och polisen), nach dem Buch von Moni Nilsson-Brännström

## Verfilmungen
- Fernsehserie Alle halten mich für einen Jungen
- 1994: Kannst du pfeifen, Johanna?, dramatisiert durch das Puppentheater der Stadt Halle
- 1997: Mein Freund der Scheich, Regie: Clas Lindberg
- 2000: Eine Hexe in unserer Familie, Regie: Harald Hamrell
- 2002: Tsatsiki – Tintenfische und erste Küsse. Regie: Ella Lemhagen

## Auszeichnungen
- Bonniers Junior Publishers’ Competition
- 1988: Nils-Holgersson-Plakette für Jaguaren
- 1993: Astrid-Lindgren-Preis
- 1994: Deutscher Jugendliteraturpreis in der Sparte Kinderbuch für Kannst du pfeifen, Johanna
- 1995: Expressens Heffaklump für Storebrorsan
- 1996: August-Preis in der Kategorie "Kinder- und Jugendbuch" für Meine Schwester ist ein Engel
- 2000: Kinderbuchpreis des Landes Nordrhein-Westfalen für Als Papa mir das Weltall zeigte
- 2000: Nordische Filmtage in Lübeck, Preis der Kinderjury für den Film Eine Hexe in unserer Familie
- 2006: Die besten 7 im Monat Juli für Ein Sommer mit Percy und Buffalo Bill
- 2017: Kinder- und Jugendliteraturpreis des Nordischen Rates für Djur som ingen sett utom vi (postum)
- 2020: Luchs des Monats (Mai) für Als ich die Pflaumen des Riesen klaute (postum)